# Березовка (Тарандинцевский сельский совет, Лубенский район)
Березовка (укр. Березівка) — село, Тарандинцевский сельский совет, Лубенский район, Полтавская область, Украина.
Население по данным 1989 года составляло 10 человек.
Село ликвидировано в 1990 году.

## Географическое положение
Село находилось на правом берегу реки Вязовец, выше по течению на расстоянии в 1,5 км расположено село Богодаровка. Рядом проходит железная дорога, станция Ивановка в 1,5 км.